# KANJANI∞ 五大ドームTOUR EIGHT×EIGHTER おもんなかったらドームすいません
- SUPER EIGHTのライブ一覧 > KANJANI∞ 五大ドームTOUR EIGHT×EIGHTER おもんなかったらドームすいません
- FIGHT > KANJANI∞ 五大ドームTOUR EIGHT×EIGHTER おもんなかったらドームすいません

『KANJANI∞ 五大ドームTOUR EIGHT×EIGHTER おもんなかったらドームすいません』（カンジャニエイト ごだいドームツアー エイトバーサスエイター おもんなかったらドームすいません）は、2011年11月23日から同年12月31日にかけて開催された、関ジャニ∞のライブツアー。2012年3月21日にインペリアルレコードから8枚目のライブDVD/Blu-rayとして発売された。タイトルの最後には汗マークが入る。

## 概要
- 前作『KANJANI∞ LIVE TOUR 2010→2011 8UPPERS』から約11か月でのリリース。
- 本作は初回限定盤、通常盤、Blu-ray盤の3形態で発売。
- 2011年11月23日から2011年12月31日まで行われた同名の自身初の五大ドームツアーの千秋楽である2011年12月31日夜から年明けの京セラドーム大阪でのカウントダウンライブの映像を収録。
- 初回限定盤の特典DVDには、本作のオープニング映像のサイドストーリー丸山隆平主演の「丸人（まるびと）」、渋谷すばるのソロ曲「あ」の東京ドームで行われた一日限りの特別演出のライブ映像、横山裕・丸山隆平のユニット曲「パンぱんだ」の各公演ダイジェスト、村上信五・安田章大・大倉忠義のユニット曲「夜な夜な☆ヨーNIGHT」の各公演演出ダイジェスト、錦戸亮がリハーサルで行った特別演奏「BJ」、本ライブツアー各公演のメイキング映像とMCダイジェストを収録。尚、特典映像を全て見るためにはALL PLAYを選択しなければならない仕様になっている。
- Blu-ray盤には「Dye D?」の会場ビジョンで流れていたMV、「パンぱんだ」「スケアクロウ」の会場アニメーション映像を収録。
- 本ライブツアーは札幌ドーム、福岡Yahoo!JAPANドーム、東京ドーム、ナゴヤドーム、京セラドーム大阪の五大ドームで行われ、ジャニーズ史上SMAP、KinKi　Kids、嵐につぎ4組目の快挙を果たした。5会場10公演で計47万人を動員。2012年1月1日年明けで自身が目標としてきた「8（∞）周年」の年になり、スタッフからのサプライズ演出、そして最終公演のWアンコールで2年ぶりに関ジャニ戦隊∞レンジャーが披露され今後の活動を匂わせた[注 3]。その様子も同DVDで見ることが出来、コンサートで語った8周年への意気込みなども収録されている。
- 本ライブツアーの発表は念願であったゴールデンに冠番組『関ジャニの仕分け∞』が進出した発表と同日に発表され（当初は4ドームであったが、メンバーが掛け合い後の発表で5大ドームになった）、東日本大震災が起きた年の『24時間テレビ 「愛は地球を救う」』でのメインパーソナリティを務め、メンバーの錦戸亮が発表のすぐ後にNEWSの脱退を発表し関ジャニ∞1本の活動になっての初ライブなどが重なり、関ジャニ∞として激動の時期の中のツアーとなった。その様子はライブ自体の演出や、収録されているMCでも垣間見ることが出来る。
- 主に錦戸、安田、大倉で構成された本ツアーの名前の「おもんなかったらドームすいません」は渋谷がつけたものであり、早朝から仕事をし深夜のツアー会議にて疲れ切って煮詰まったところ適当に言ったものが採用された。また「EIGHT×EIGHTER」の部分は錦戸が考えた。Eの文字の下線の配色が他の部分と比べ薄く灰色になっておりアルバムの「FIGHT」とかけ、「FIGHT×FIGHTER」と読むことが出来る。このタイトルから毎公演の回数を「○回戦」「最終決戦」などとアナウンスされた。OP映像は錦戸亮の脚本であり、前アルバム映像監督やシングル365日家族のMV監督をつとめた中村哲平をまねき、エイトレンジャー復活から特典映像までを監督している。
- 前年のライブツアー『KANJANI∞ LIVE TOUR 2010→2011 8UPPERS』同様、ジャニーズカウントダウンライブの京セラドームの模様がBDのEDロールにダイジェストで収録されている。

## 公演日程
| 年     | 月   | 日   | 開演時間 | 会場                            |
| ------ | ---- | ---- | -------- | ------------------------------- |
| 2011年 | 11月 | 23日 | 16:00    | 札幌ドーム（北海道）            |
| 2011年 | 11月 | 27日 | 16:00    | 福岡Yahoo!JAPANドーム（福岡県） |
| 2011年 | 12月 | 16日 | 18:00    | 東京ドーム（東京都）            |
| 2011年 | 12月 | 17日 | 18:00    | 東京ドーム（東京都）            |
| 2011年 | 12月 | 18日 | 18:00    | 東京ドーム（東京都）            |
| 2011年 | 12月 | 24日 | 16:00    | ナゴヤドーム（愛知県）          |
| 2011年 | 12月 | 29日 | 18:00    | 京セラドーム大阪（大阪府）      |
| 2011年 | 12月 | 30日 | 18:00    | 京セラドーム大阪（大阪府）      |
| 2011年 | 12月 | 31日 | 13:00    | 京セラドーム大阪（大阪府）      |
| 2011年 | 12月 | 31日 | 21:00    | 京セラドーム大阪（大阪府）      |

## 販売形態
- 発売日：2012年3月21日
  - 初回限定盤（TECI-8847~8849：3DVD）
    - Puccuri!? Dome Case仕様
    - LIVE Photo Book（60P）封入
    - EIGHT×EIGHTER CARD【LIVE edition】（7枚）封入

  - 通常盤（TECI-8850~8851：2DVD）
    - EIGHT×EIGHTER CARD 【COUNTDOWN edition】（7枚）封入（初回プレス盤のみ）

  - Blu-ray盤（TEXI-8802：Blu-ray）
    - 三方背ケース仕様（初回プレス盤のみ）
    - EIGHT×EIGHTER CARD 【エイトレンジャー edition】（7枚）封入（初回プレス盤のみ）
    - 5.1chサラウンド収録
- 発売日：2015年7月1日
  - 通常盤：再発売（JABA-5221~5222：2DVD）
    - 自身の所属レコード会社を『テイチクエンタテインメント』から『INFINITY RECORDS』へ移籍したため、INFINITY RECORDSより再発売。

  - Blu-ray盤：再発売（JAXA-5016：Blu-ray）
    - 5.1chサラウンド収録
    - 上述の理由により、INFINITY RECORDSより再発売。

## チャート成績
- 2012年4/2付オリコンDVDランキングで1位を獲得、BDは前作から大きく伸ばし男性アーティスト史上最高の初週4.4万枚を売り上げ、BDランキングで１位となる。総合首位２冠は男性アーティストの中で史上4組目である。

## 収録内容

### 本編映像（セットリスト）
※各DVD盤は、Disc 1にM-1~16、Disc 2にM-17以降を収録。
1. LIFE〜目の前の向こうへ〜
2. 宇宙に行ったライオン
3. ローリング・コースター
4. ツブサニコイ
5. モンじゃい・ビート
6. イッツ マイ ソウル
7. T.W.L
8. 輝ける舞台へ
9. スケアクロウ / 錦戸亮
10. パンぱんだ / 横山裕・丸山隆平
11. Water Drop
12. Fight for the Eight
13. 365日家族
14. I to U
15. Eightopop!!!!!!!
16. Fly High

＜MC＞
1. Dye D?
2. wander
3. 急☆上☆Show!!
4. ズッコケ男道
5. Wonderful World!!
6. 夜な夜な☆ヨーNIGHT / 村上信五・安田章大・大倉忠義
7. あ / 渋谷すばる
8. ミセテクレ
9. Do you agree?
10. Hi & high
11. マイホーム

＜アンコール＞
1. フリーダム理論

＜Wアンコール＞
1. ∞レンジャー 〜ご無沙汰してます! 今年こそはよろしくお願いします!の巻〜[注 6]
  1. ∞レンジャー / エイトレンジャー
  2. モンじゃい・ビート / エイトレンジャー

＜エンドロール＞
- 初回限定盤
  - マイホーム "FIGHT" Remix
- 通常盤・Blu-ray盤
  - T.W.L "FIGHT" Remix

### 特典映像

#### 初回限定盤
| #         | タイトル                 | 作詞   | 作曲・編曲 | 時間   |
| --------- | ------------------------ | ------ | ---------- | ------ |
| 1.        | 「丸人」                 |        |            | 2:53   |
| 2.        | 「TOURめいきんぐ」       |        |            | 121:24 |
| 3.        | 「各会場MCダイジェスト」 |        |            | 114:21 |
| 合計時間: | 合計時間:                | 238:38 |            |        |

| #         | タイトル                                                                       | 作詞   | 作曲・編曲 | 時間  |
| --------- | ------------------------------------------------------------------------------ | ------ | ---------- | ----- |
| 1.        | 「オープニング映像メイキング」                                                 |        |            | 23:00 |
| 2.        | 「「BJ」〜1回きりのシークレットライブ〜」(錦戸亮)                              |        |            | 4:28  |
| 3.        | 「「パンぱんだ」〜ユウ・ユウ、リュウ・リュウのパン!!!!!〜」(横山裕・丸山隆平)  |        |            | 9:29  |
| 4.        | 「雪をください」(クリスマスspecial in ナゴヤドーム)                            |        |            | 0:58  |
| 5.        | 「君の歌をうたう」(クリスマスspecial in ナゴヤドーム)                          |        |            | 0:45  |
| 6.        | 「10年後の今日の日も」(クリスマスspecial in ナゴヤドーム)                      |        |            | 1:42  |
| 7.        | 「「夜な夜な☆ヨーNIGHT」〜3人の背中には何が…〜」(村上信五・安田章大・大倉忠義) |        |            | 6:21  |
| 8.        | 「「あ」〜5万5千人が協力!! アリガトウ〜」(渋谷すばる)                          |        |            | 6:14  |
| 合計時間: | 合計時間:                                                                      | 121:24 |            |       |

#### Blu-ray盤
※「マルチアングル」のM-1は会場ビジョンで使用されたミュージック・ビデオ、M-2,3は会場ビジョンで使用されたアニメーション映像を収録。
| #         | タイトル           | 作詞  | 作曲・編曲 | 時間  |
| --------- | ------------------ | ----- | ---------- | ----- |
| 1.        | 「丸人」           |       |            | 2:53  |
| 2.        | 「マルチアングル」 |       |            | 14:58 |
| 合計時間: | 合計時間:          | 17:51 |            |       |

| #         | タイトル                         | 作詞  | 作曲・編曲 | 時間 |
| --------- | -------------------------------- | ----- | ---------- | ---- |
| 1.        | 「Dye D?」                       |       |            | 5:38 |
| 2.        | 「スケアクロウ」(錦戸亮)         |       |            | 4:18 |
| 3.        | 「パンぱんだ」(横山裕・丸山隆平) |       |            | 5:02 |
| 合計時間: | 合計時間:                        | 14:58 |            |      |